# Alain Pompidou
Alain Pompidou (París, 5 de abril de 1942-12 de diciembre de 2024) fue un científico y político francés. Era el hijo adoptivo del presidente Georges Pompidou y de su esposa Claude.

## Biografía
Estudió medicina y ciencias. Entre 1974 y 2005 fue profesor de histología, embriología y citogenética en la Facultad de Medicina de la Universidad de París. 
Miembro del Parlamento Europeo entre 1989 y 1999, se mostró especialmente activo en todo lo relacionado con la Directiva sobre patentes en los descubrimientos biotecnológicos. El 1 de julio de 2004 es elegido presidente de la Oficina Europea de Patentes, puesto que desempeñó hasta el 30 de junio de 2007 en el que Alison Brimelow le sustituyó para un período también de tres años.
En 2006 fue encausado en el tema del depósito de cadáveres del hospital Saint-Vincent-de-Paul, en el que se descubrieron en 2004, fetos de niños, y resultó sancionado con una amonestación por parte de la jurisdicción disciplinaria de los Profesores de Prácticas Hospitalarias Universitarias.